# Élections municipales de 2012 à Londres
Les élections municipales de 2012 à Londres ont eu lieu le 3 mai 2012 pour élire le maire et l'Assemblée de Londres.

## Candidats
| Candidat | Candidat         | Profession et mandats                                                                                 |
| -------- | ---------------- | --- |
|          | Boris Johnson    | Journaliste, écrivain puis politicien. Maire sortant.                                                 |
|          | Ken Livingstone  | Chercheur, professeur en cancérologie puis politicien. Maire de Londres de 2000 à 2008.               |
|          | Jenny Jones      | Inspecteur des finances puis archéologue.                                                             |
|          | Brian Paddick    | Officier supérieur de police à Scotland Yard                                                          |
|          | Siobhan Benita   | Haut fonctionnaire.                                                                                   |
|          | Lawrence Webb    | Conseiller dans le district de Havering (Grand Londres).                                              |
|          | Carlos Cortiglia | Il a travaillé à la BBC puis au Bureau des Affaires étrangères et du Commonwealth, département média. |

## Sondages
| Date             | Institut  | Première préférence | Première préférence | Première préférence | Première préférence | Première préférence | Première préférence | Première préférence | Première préférence |         | 2d tour     | 2d tour |
| Date             | Institut  | Johnson             | Livingstone         | Paddick             | Jones               | Cortiglia           | Webb                | Benita              | Autres              | Johnson | Livingstone |         |
| ---------------- | --------- | ------------------- | ------------------- | ------------------- | ------------------- | ------------------- | ------------------- | ------------------- | ------------------- | ------- | ----------- | ------- |
| Date             | Institut  |                     |                     |                     |                     |                     |                     |                     |                     |         |             |         |
| 30.04-03.05.2012 | YouGov    | 43 %                | 38 %                | 7 %                 | 3 %                 | 1 %                 | 4 %                 | 4 %                 | -                   | 53 %    | 47 %        |         |
| 27.04-29.04.2012 | YouGov    | 44 %                | 41 %                | 6 %                 | 3 %                 | 1 %                 | 3 %                 | 3 %                 | -                   | 52 %    | 48 %        |         |
| 27.04-29.04.2012 | Populus   | 46 %                | 34 %                | 5 %                 | 6 %                 | 1 %                 | 3 %                 | 5 %                 | -                   | 56 %    | 44 %        |         |
| 18.04-24.04.2012 | Survation | 42 %                | 31 %                | 10 %                | 4 %                 | 4 %                 | 5 %                 | 3 %                 | -                   | 55 %    | 45 %        |         |
| 23.04-25.04.2012 | ComRes    | 45 %                | 36 %                | 5 %                 | 6 %                 | 2 %                 | 2 %                 | 3 %                 | -                   | 53 %    | 47 %        |         |
| 20.04-22.04.2012 | YouGov    | 43 %                | 41 %                | 8 %                 | 2 %                 | 1 %                 | 3 %                 | 3 %                 | -                   | 51 %    | 49 %        |         |
| 12.04-16.04.2012 | TNS-BMRB  | 45 %                | 35 %                | 11 %                | 5 %                 | 1 %                 | 2 %                 | -                   | -                   | 55 %    | 45 %        |         |
| 13.04-15.04.2012 | YouGov    | 45 %                | 40 %                | 7 %                 | 2 %                 | 1 %                 | 3 %                 | 2 %                 | -                   | 53 %    | 47 %        |         |
| 02.04-05.04.2012 | ComRes    | 46 %                | 41 %                | 6 %                 | 4 %                 | 1 %                 | 1 %                 | 0 %                 | -                   | 53 %    | 47 %        |         |
| 12.03-15.03.2012 | YouGov    | 49 %                | 41 %                | 5 %                 | 1 %                 | 0 %                 | 1 %                 | -                   | -                   | 53 %    | 47 %        |         |
| 07.02-10.02.2012 | YouGov    | 46 %                | 45 %                | 6 %                 | 1 %                 | 1 %                 | 1 %                 | -                   | -                   | 51 %    | 49 %        |         |
| 19.01-21.01.2012 | ComRes    | 44 %                | 46 %                | 5 %                 | 3 %                 | 1 %                 | 1 %                 | -                   | -                   | 48 %    | 52 %        |         |
| 10.01-16.01.2012 | YouGov    | 44 %                | 46 %                | 7 %                 | -                   | -                   | -                   | -                   | -                   | 49 %    | 51 %        |         |
| 27.11.2011       | ComRes    | 48 %                | 40 %                | 7 %                 | -                   | -                   | -                   | -                   | 4 %                 | 54 %    | 46 %        |         |
| 07.06-09.06.2011 | YouGov    | 48 %                | 41 %                | 2 %                 | -                   | -                   | -                   | -                   | 9 %                 | 54 %    | 46 %        |         |
| 17.03-21.03.2011 | ComRes    | 43 %                | 44 %                | 6 %                 | -                   | -                   | -                   | -                   | 7 %                 | 49 %    | 51 %        |         |

## Élection du maire

### Résultats
| Candidat         | Parti politique                                 | 1er compte | 1er compte | 2d compte | 2d compte |
| Candidat         | Parti politique                                 | Votes      | %          | Votes     | %         |
| ---------------- | ----------------------------------------------- | ---------- | ---------- | --------- | --------- |
| Boris Johnson    | Parti conservateur                              | 971 931    | 44         | 1 054 811 | 51,52     |
| Ken Livingstone  | Parti travailliste                              | 889 918    | 40,3       | 992 273   | 48,48     |
| Jenny Jones      | Parti vert de l'Angleterre et du pays de Galles | 98 913     | 4,5        |           |           |
| Brian Paddick    | Libéraux-démocrates                             | 91 774     | 4,2        |           |           |
| Siobhan Benita   | Sans étiquette                                  | 83 914     | 3,8        |           |           |
| Lawrence Webb    | UKIP                                            | 43 274     | 2,0        |           |           |
| Carlos Cortiglia | Parti national britannique                      | 28 571     | 1,3        |           |           |